# Gardar Svavarsson
Gardar Svavarsson, en svensk viking og opdagelsesrejsende fra 800-tallet, spillede en væsentlig rolle i Islands tidlige historie. Omkring år 860 sejlede Gardar Svavarsson til Hebriderne for at gøre krav på sin arv fra sin svigerfar. Under sin rejse blev han fanget i en storm ved Pentland Firth, et stræde i Skotland, der adskiller Orkneyøerne fra det skotske fastland. Det er kendt for sine stærke tidevandsstrømme og kan være særdeles vanskeligt at navigere i, især med de sejlskibe, der var tilgængelige i vikingetiden. Stormen gjorde at hans skib endte på Island.
Gardar er kendt for at have været den første til at sejle rundt om Island og opdage, at det var en ø. Han gik i land på Islands nordøstkyst og navngav bugten Skjálfandi. Han byggede også et hus og navngav området Húsavík, hvilket markerer en af de tidligste kendte bosættelser på øen.
Denne begivenhed fandt sted omkring år 870. Island blev oprindeligt kaldt Garðarshólmi til ære for Gardar Svavarsson, som anerkendelse for hans opdagelse og indledende bosættelse.
Gardar Svavarssons bidrag til Islands historie er betydelig, idet han bidrog til opdagelsen af øen og var en af de første kendte personer, der faktisk overvintrede der. Hans rejse og bosættelse lagde grunden for de efterfølgende bølger af skandinavisk kolonisering af Island.

## Gardar Svavarssons familiehistorie
Gardar Svavarsson havde en søn ved navn Uni. Uni foretog sin egen rejse til Island og forsøgte at vinde øen for Norges konge, med sig selv som jarl. Dette forsøg var dog ikke vellykket. Uni blev dræbt af lokale bønder, som allerede havde etableret sig på øen. Før sin død nåede Uni dog at få en søn, Hróar Tungugoði.
Hróar, Gardar Svavarssons barnebarn, spiller en rolle i den islandske litterære tradition, specifikt i Njáls saga. I sagaen beskrives Hróar som en gode, en præst inden for asatroen, i samfundet Tunga i Norge. Hróar havde et omtumlet liv og var involveret i fejder med andre mænd. Han blev udfordret til kamp ved to lejligheder og sejrede i begge dueller. Hróars hustru, Arngunnur, var søster til Gunnar Hámundarson, en af heltene i Njáls saga.